# الدوري النرويجي الممتاز 2008
الدوري النرويجي الممتاز 2008 (بالنرويجية: Tippeligaen 2008)‏ هو الموسم 64 من  الدوري النرويجي الممتاز. أقيم خلال الفترة 29 مارس 2008 وحتى 2 نوفمبر 2008، وكان عدد الأندية المشاركة فيه  14، وفاز فيه نادي ستابك.